# Amour, Sexe et Mobylette
Pour plus de détails, voir Fiche technique et Distribution.
Amour, Sexe et Mobylette est un  documentaire-fiction franco-italo-germano-burkinabè réalisé par Christian Lelong et Maria Silvia Bazzoli, sorti en 2008.
Le film, qui traite de l'amour sous différents aspects, se déroule à Koupéla, au Burkina Faso.

## Synopsis
L'amour régit toute la vie d'une petit ville au Burkina Faso.

## Fiche technique
Sauf indication contraire, les informations mentionnées dans cette section peuvent être confirmées par les bases de données cinématographiques IMDb et Allociné,  présentes dans la section « Liens externes ».
- Titre : Amour, Sexe et Mobylette
- Réalisation et scénario : Christian Lelong, Maria Silvia Bazzoli
- Musique : Yoni
- Photographie : Jean-Marc Bouzou et Christian Lelong
- Montage : François Sculier
- Production : Christian Lelong
- Pays de production :  France,  Allemagne,  Italie et  Burkina Faso
- Durée : 95 minutes
- Dates de sortie :
  - Italie : 18 novembre 2008 (Festival dei popoli, Florence)
  - Allemagne : 13 novembre 2008
  - France : 8 avril 2009